# (309) Fraternitas
(309) Fraternitas ist ein Asteroid des mittleren Hauptgürtels, der am 6. April 1891 vom österreichischen Astronomen Johann Palisa an der Universitätssternwarte Wien bei einer Helligkeit von 13,7 mag entdeckt wurde.
Der Asteroid ist benannt mit dem lateinischen Wort für Brüderlichkeit. Die Beilage zum Astronomischen Kalender 1892, S. 92 berichtete über den Anlass der Namensgebung: „… wurde bei einer geselligen Zusammenkunft der Studiengenossen Palisa’s zur Feier des 25. Jahrestages der Ablegung der Maturitätsprüfung Fraternitas getauft.“

## Wissenschaftliche Auswertung
Aus Ergebnissen der IRAS Minor Planet Survey (IMPS) wurden 1992 erstmals Angaben zu Durchmesser und Albedo für zahlreiche Asteroiden abgeleitet, darunter auch (309) Fraternitas, für die damals Werte von 45,3 km bzw. 0,06 erhalten wurden. Mit dem Satelliten Midcourse Space Experiment (MSX) wurden 1996 bis 1997 im Rahmen der Infrared Minor Planet Survey (MIMPS) Daten gewonnen, aus denen für den Asteroiden Werte für den mittleren Durchmesser und die Albedo von 40,1 km bzw. 0,08 bestimmt wurden. Eine Auswertung von Beobachtungen durch das Projekt NEOWISE im nahen Infrarot führte 2011 zu vorläufigen Werten für den Durchmesser und die Albedo im sichtbaren Bereich von 44,5 km bzw. 0,03. Nachdem die Werte nach neuen Messungen mit NEOWISE 2012 auf 42,6 km bzw. 0,06 geändert worden waren, wurden sie 2014 auf 41,1 km bzw. 0,06 korrigiert. Nach der Reaktivierung von NEOWISE im Jahr 2013 und Registrierung neuer Daten wurden die Werte 2015 zunächst mit 45,9 oder 54,3 km bzw. 0,04 oder 0,03 angegeben und dann 2016 korrigiert zu 45,9 km bzw. 0,03, diese Angaben beinhalten aber alle hohe Unsicherheiten.
Eine spektroskopische Untersuchung von 820 Asteroiden zwischen November 1996 und September 2001 am La-Silla-Observatorium in Chile ergab für (309) Fraternitas eine taxonomische Klassifizierung als X-Typ.
Photometrische Messungen des Asteroiden fanden erstmals statt vom 2. September bis 20. Oktober 2001 während fünf Nächten am Sunflower Observatory in Kansas. Aus der aufgezeichneten Lichtkurve wurde eine Rotationsperiode von 13,2 h abgeleitet. Fast im gleichen Zeitraum erfolgten auch Beobachtungen vom 14. September bis 6. November 2001 in der Ukraine an der Außenstelle Tschuhujiw des Charkiw-Observatoriums und am Krim-Observatorium in Simejis. Die während neun Nächten aufgezeichnete Lichtkurve führte hier allerdings zur Bestimmung einer Rotationsperiode von 11,205 h.
Neue photometrische Messungen während neun Nächten vom 30. August bis 4. Oktober 2014 am Organ Mesa Observatory in New Mexico wurden schließlich zu einer Rotationsperiode von 22,398 h ausgewertet. Dies schließt den in Kansas ermittelten Wert aus, wohingegen der in der Ukraine hergeleitete Wert genau der Hälfte dieser Periode entsprach.
Eine Durchmusterung im Rahmen der Palomar Transient Factory (PTF) am Palomar-Observatorium in Kalifornien ab 2009 bestätigte in einer Untersuchung von 2015 die Bestimmung der Rotationsperiode von (309) Fraternitas mit einem Wert von etwa 22,40 h. Aus thermischen Infrarot-Daten wurde außerdem ein Durchmesser von 41,3 ± 0,2 km abgeleitet.